# Salmo taleri
Salmo taleri es una especie de pez de la familia Salmonidae en el orden de los Salmoniformes.

## Morfología
Los machos pueden alcanzar 26 cm de longitud total.

## Hábitat
Vive en zonas de  aguas dulces templadas (43 ° N-42 ° N, 19 ° E-20 ° E).

## Distribución geográfica
Se encuentra en la  cuenca del lago Skadar (Montenegro ).